# Нову-Тирадентис
Нову-Тирадентис (порт. Novo Tiradentes)  —  муниципалитет в Бразилии, входит в штат Риу-Гранди-ду-Сул. Составная часть мезорегиона Северо-запад штата Риу-Гранди-ду-Сул. Входит в экономико-статистический  микрорегион Фредерику-Вестфален. Население составляет 2435 человек на 2006 год. Занимает площадь 75,396 км². Плотность населения — 32,3 чел./км².

## История
Город основан 20 марта 1992 года. 

## Статистика
- Валовой внутренний продукт на 2003 составляет 19.441.851,00 реалов (данные: Бразильский институт географии и статистики).
- Валовой внутренний продукт на душу населения на 2003 составляет 8.020,57 реалов (данные: Бразильский институт географии и статистики).
- Индекс развития человеческого потенциала на 2000 составляет 0,739 (данные: Программа развития ООН).